# لویش (شهر اتریش)
لویش (به آلمانی: Loich) یک منطقهٔ مسکونی در اتریش است که در ناحیه زانکت پولتن-لاند واقع شده‌است. لویش ۶۶۹ نفر جمعیت دارد.